# Trisomie 21 (groupe)
Pour le syndrome, voir Trisomie 21.
Trisomie 21, parfois abrégé T21, est un groupe français de cold wave, originaire de Denain, près de Valenciennes, dans le Nord. Il est classé musique industrielle et cold wave en France. Il est formé par les frères Lomprez, Hervé et Philippe. Ils sont principalement actifs au cours des années 1980 et 1990. Les titres les plus connus sont The Last Song, La Fête triste, Il se noie.  Au fil de son existence, le groupe se sépare à deux reprises, et revient finalement en 2017 pour la sortie d'un nouvel album intitulé Elegance Never Dies.

## Histoire
Trisomie 21 est formé en 1980 à Denain près de Valenciennes, dans le Nord. Ils choisissent d'abord la new wave, puis le rock alternatif, davantage en phase avec une certaine idée politique de l’engagement musical. Le groupe publie son premier album, Le Repos des enfants heureux en 1983 au label indépendant LD Records. Après quelques albums, Trisomie 21 signe au label belge PIAS en 1987. Entretemps, le groupe réussit à placer deux morceaux de son troisième album Chapter IV dans les charts français. En 1987, le groupe sort son premier disque chez PIAS, l'album-collection Million Lights - A Collection of Songs.
Le succès du groupe à ses débuts est national mais également international, ce que le groupe lui-même ne saura que quelques années plus tard. « Pour tout dire, on ne savait même pas où la maison de disques [PIAS] vendait les disques. Alors comment ça se fait que nos disques sont arrivés au Brésil ? Mystère... Mais inutile d'aller aussi loin : on ne savait pas qu'on vendait en Allemagne, aux Pays-Bas, au Canada... La première fois qu'on m'a envoyé un article sur T21 qui venait du Canada il y avait un numéro de téléphone et je l'ai appelé. Je suis tombé sur quelqu'un de très enthousiaste qui m'a tout de suite proposé de monter une tournée de six ou sept dates », confie Hervé. Le groupe était à tort considéré belge, du fait de leur appartenance à un label belge : « ça nous a arrangés : musicalement, c'est un pays bien plus ouvert sur l'international. Comme on voulait toucher le plus grand nombre de gens, c'était la méprise parfaite », explique Philippe.
Après plus de quinze ans d'activité, et un dernier album, Gohohako, au label PIAS, le groupe cesse ses activités en 1997.
Trisomie 21 revient en 2004 accompagné de Bruno Objoie (guitare) et Martin Blohom, à cette période le nouveau du groupe. Le groupe collabore avec Indochine, notamment sur le morceau Le Grand secret. En septembre 2007, Trisomie 21 signe sur le label belge Alfa Matrix, maison de groupes et artistes comme Front 242, Leæther Strip, Anne Clark et Mentallo and the Fixer. Cette année-là, ils y publient un album live intitulé 25 Years qui, comme le titre l'indique, retrace les 25 ans d'existence du groupe. Annoncé comme tel par le groupe, l'ultime concert du groupe a lieu au vk* à Bruxelles le 10 avril 2010. En 2013, leur titre Il se noie est repris par Robi sur son album L'Hiver et la joie.
Trisomie 21 revient en 2017 pour sortir son dernier album Elegance Never Dies. À la fin 2017, le groupe repart en tournée à la suite de ce nouvel album. Le groupe continue de tourner au début de 2018.

## Membres
- Hervé Lomprez - guitare, claviers, programmations
- Philippe Lomprez - chant

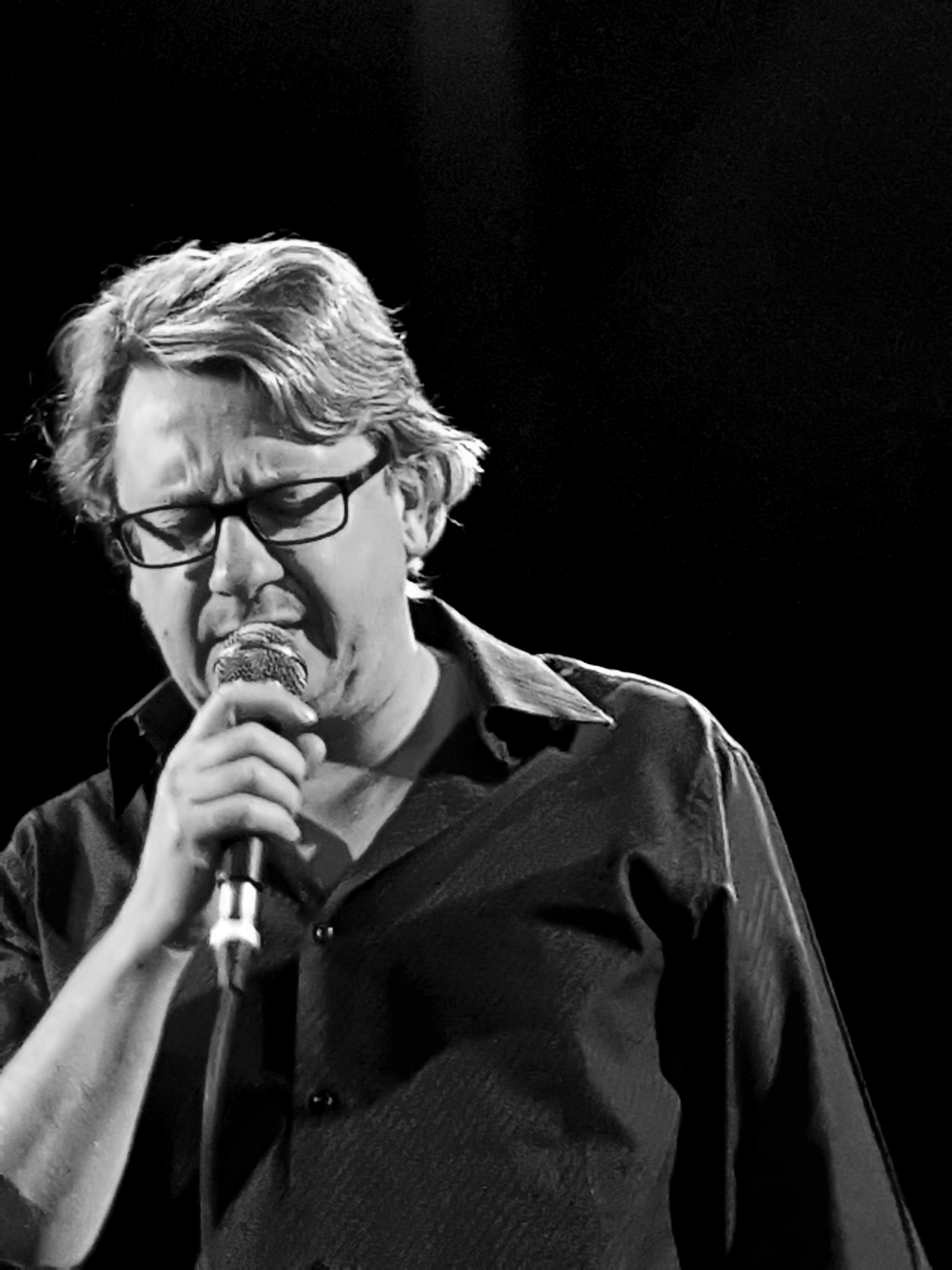
Philippe Lomprez, en 2017.
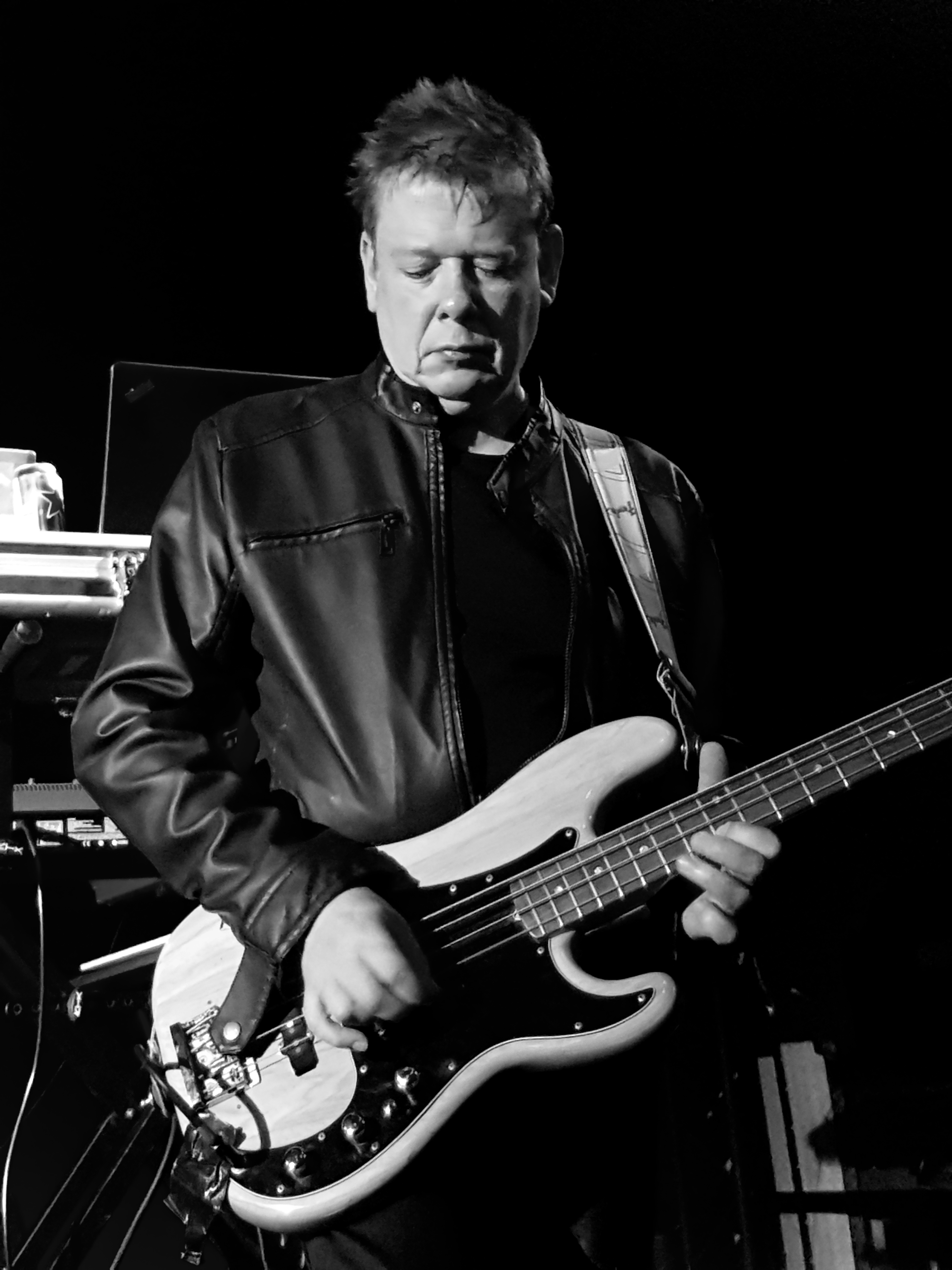
Hervé Lomprez, en 2017.